# Rivière Tavernier
Rivière Tavernier är ett vattendrag i Kanada.   Det ligger i provinsen Québec, i den sydöstra delen av landet, 300 km norr om huvudstaden Ottawa.
I omgivningarna runt Rivière Tavernier växer i huvudsak blandskog. Trakten runt Rivière Tavernier är nära nog obefolkad, med mindre än två invånare per kvadratkilometer.